# Завбуч
Завбу́ч (укр. Завбуч) — село в Турье-Реметовской сельской общине Ужгородского района Закарпатской области Украины.
Население по переписи 2001 года составляло 307 человек. Почтовый индекс — 89223. Занимает площадь 10,04 км².